# 新兴镇 (盘锦市)
新兴镇，是中华人民共和国辽宁省盘锦市大洼区下辖的一个乡镇级行政单位。

## 行政区划
新兴镇下辖以下地区：
园林村、坨子里村、躺岗子村、腰岗子村、两棵树村、育新村、王家村、红草沟村和于岗子村。